# Chicago-Marathon 1982
| 6. Chicago-Marathon     | 6. Chicago-Marathon         |
| ----------------------- | --------------------------- |
| Stadt                   | Chicago, Vereinigte Staaten |
| Datum                   | 26. September 1982          |
| Distanz                 | 42,195 Kilometer            |
| Sieger                  |                             |
| Männer                  | Greg Meyer (2:10:59 h)      |
| Frauen                  | Nancy Conz (2:33:23 h)      |
| ← Chicago-Marathon 1981 | Chicago-Marathon 1983 →     |
| Website                 | Offizielle Website          |

Der Chicago-Marathon 1982 war die 6. Ausgabe der jährlich stattfindenden Laufveranstaltung in Chicago, Vereinigte Staaten. Der Marathon fand am 26. September 1982 statt.
Bei den Männern gewann Greg Meyer in 2:10:59 h, bei den Frauen Nancy Conz in 2:33:23 h.

## Ergebnisse

### Männer
| Platz | Athlet             | Land                   | Zeit (h) |
| ----- | ------------------ | ---------------------- | -------- |
| 01    | Greg Meyer         | Vereinigte Staaten     | 2:10:59  |
| 02    | Joseph Nzau        | Kenia                  | 2:11:10  |
| 03    | John Halberstadt   | Südafrika              | 2:11:46  |
| 04    | David Edge         | Kanada                 | 2:12:25  |
| 05    | Randy Thomas       | Vereinigte Staaten     | 2:12:42  |
| 06    | Giam Paolo Messina | Italien                | 2:12:42  |
| 07    | Ed Mendoza         | Vereinigte Staaten     | 2:12:47  |
| 08    | Karel Lismont      | Belgien                | 2:13:07  |
| 09    | Duncan MacDonald   | Vereinigte Staaten     | 2:13:07  |
| 10    | Michael Hurd       | Vereinigtes Königreich | 2:13:17  |

### Frauen
| Platz | Athletin              | Land               | Zeit (h) |
| ----- | --------------------- | ------------------ | -------- |
| 01    | Nancy Conz            | Vereinigte Staaten | 2:33:23  |
| 02    | Karen Dunn            | Vereinigte Staaten | 2:34:40  |
| 03    | Glenys Quick          | Neuseeland         | 2:36:50  |
| 04    | Eileen Claugus        | Vereinigte Staaten | 2:37:16  |
| 05    | Shirley Finken        | Vereinigte Staaten | 2:41:16  |
| 06    | Cindy Dalrymple       | Vereinigte Staaten | 2:43:35  |
| 07    | Tina Grandy           | Vereinigte Staaten | 2:44:06  |
| 08    | Jan Arenz             | Vereinigte Staaten | 2:44:51  |
| 09    | Beverly Roland-Miller | Vereinigte Staaten | 2:46:50  |
| 10    | Charlene Groet        | Vereinigte Staaten | 2:48:15  |